# Sign of Love/Miracle
〈Sign of Love/Miracle〉는 대한민국의 3인조 걸 그룹 가수 《S.E.S.》가 일본에서 발매한 5번째 싱글 음반이다.

## 설명
- 오리콘 주간차트에서 최고순위 71위, 판매량은 3,280장을 기록했다.
- TBS 《카운트다운 TV》에서 최고 78위를 기록했다.
- 두곡다 신나는 댄스곡으로 되어있다.

## 트랙 리스트
1. Sign of Love 
  - 작사: TOMOHICO∞ / 작곡: 高橋圭一 / 편곡:  高橋圭一, 山本隆一郎
  - NTV 계열의 《제78회 전국 고교축구 토너먼트 선수권 대회》이미지 노래로 쓰였다.
  - NTV 계열의 프로그램 《오쟈맘보》(일본어: TVおじゃマンボウ) 엔딩 테마로 2000년 1월 8일부터 3월 말까지 사용되었다.
2. Miracle
  - 작사: 岩里祐穂 / 작곡: 김형석 / 편곡: 김형석
  - 기타: 원미연 - 이별이란 건 이 원곡임
3. Sign of Love (DJ tavouret-club mix) 
  - 작사: TOMOHICO∞ / 작곡: 高橋圭一 / 편곡: 山本隆一郎, 高橋圭一
4. Sign of Love (Instrumental)
  - 작사: TOMOHICO∞ / 작곡: 高橋圭一 / 편곡: 山本隆一郎, 高橋圭一